# Un ami qui en impose
Pour plus de détails, voir Fiche technique et Distribution.
Un ami qui en impose (Pitbullterje) est un film norvégien réalisé par Arild Fröhlich, sorti en 2005.

## Fiche technique
- Titre : Un ami qui en impose
- Titre original : Pitbullterje
- Réalisation : Arild Fröhlich
- Scénario : Endre Lund Eriksen
- Musique : Kåre Vestrheim
- Photographie : Trond Høines
- Montage : Vidar Flataukan
- Production : Finn Gjerdrum, Torleif Hauge et Stein B. Kvae
- Société de production : Paradox Spillefilm
- Pays :  Norvège
- Genre : Comédie
- Durée : 90 minutes
- Dates de sortie : 
  -  Norvège : 4 novembre 2005

## Distribution
- Petrus Andreas Christensen : Jim
- Jørgen Foss : Terje
- Robert Lindahl Haug : Kurt
- Vetle Næss : Roger
- Charlotte Brode : Hanne
- Rosa Engebrigtsen Bye : Kari
- Kristin Skogheim : Mor
- Atle Antonsen : Torstein
- Andreas Cappelen : Berne
- Nina Engelund : Butikkdame
- Martin Anda : Jens